# Alexandru Dragomir
Pour les articles homonymes, voir Dragomir.
Alexandru Dragomir (8 novembre 1916 à Zalău - 13 novembre 2002 à Bucarest) fut un philosophe roumain. Il a écrit son doctorat sous la direction de Heidegger dans les années 1940.

## Philosophie
Philosophe brillant, il n’a jamais voulu publier aucune page. Il disait toujours que publier ne l’intéressait point, que l'essentiel était de comprendre. Il a refusé ainsi constamment d’entrer dans toute entreprise culturelle. On ne savait pas même s’il écrivait ou pas.
Walter Biemel raconte que Heidegger appréciait beaucoup l’intelligence éclatante de Dragomir. Ce dernier participait aux séminaires restreints de Heidegger et on disait que, lorsque la discussion tombait en panne, Heidegger se tournait vers lui en disant : « Eh, que pensent les Latins ? ». Dragomir était ami intime de Biemel, avec lequel il a traduit en roumain « Qu’est-ce que la métaphysique ? » (en 1942). À la fin de 1943, Dragomir est obligé de quitter Fribourg et les séminaires de Heidegger et de rentrer en Roumanie pour la mobilisation dans le service militaire. C’était la guerre. Même l’insistance de Heidegger pour demander la prolongation de son séjour à Fribourg ne peut empêcher son départ pour le front.
En 1945, la fin de la guerre coïncide avec l’occupation russe et l’instauration du régime communiste en Roumanie : Dragomir se voit dans l’impossibilité de continuer sa thèse avec Heidegger. Il comprend que ses liens avec l’Allemagne peuvent être des raisons pour sa persécution politique et que son intérêt pour la philosophie risque d'entraîner sa condamnation. Il comprend aussi que sa vie dépend de son talent à dissimuler ses préoccupations philosophiques et d’effacer ses liens avec l’Allemagne. Effaçant d’une manière continue les traces de son passé, Dragomir fait tous les métiers possibles : soudeur, vendeur, fonctionnaire ou comptable, changeant toujours de travail, étant régulièrement congédié à cause de son « dossier » politiquement inconvenable. Finalement, il est économiste au Ministère du Bois jusqu’à sa retraite en 1976.
Après 1985, il accepte de faire un compromis quant à son silence sur son activité philosophique : il décide de tenir plusieurs séminaires privés avec les disciples de Noïca : Gabriel Liiceanu, Andrei Pleșu, Sorin Vieru.

## Réception
Après sa mort en 2002, on retrouve chez lui une centaine de cahiers abondant de notes et commentaires sur des textes philosophiques classiques, ainsi que plusieurs essais d’investigation et d’analyse phénoménologique pourvues de descriptions philosophiques subtiles et percutantes. La plupart de ces textes sont des microanalyses phénoménologiques de divers aspects concrets de la vie. Ainsi, on découvre au cours de ces pages des textes au sujet du miroir, de l’oubli, de l’erreur, de l’usure, du réveil le matin, de ce qu’on nomme laid et dégoûtant, de l’attention, du fait de se tromper de soi-même, de l’écrit et l’oralité, du fait de discerner et distinguer, de l’unicité, et ainsi de suite. Il s’agit des sujets disparates et hétérogènes, comme si Dragomir faisait glisser sa loupe phénoménologique sur la diversité du monde et choisissait d’analyser, pour son propre désir de comprendre, sans autre finalité, tel ou tel fait, tel ou tel aspect de la réalité.
Toutefois, un sujet apparait constant : il s’agit des plusieurs cahiers, intitulés Chronos, dans lesquels Dragomir développe thématiquement et systématiquement le problème du temps, et cela pendant plusieurs décennies : le premier cahier date de 1948, contenant beaucoup de notes écrites directement en allemand, tandis que les dernières datent des années 1980-1990. Ce volume sur le temps, édité en 2010 aux éditions Vrin, pourrait être l’œuvre la plus importante de Dragomir. Consécutivement à cette découverte, un travail de récension de l'œuvre a été réalisé et à ce jour, les Éditions Humanitas ont publié deux ouvrages : Crasses banalités métaphysiques et Les cinq départs du présent, parmi les 6 ou 7 volumes prévus. De plus, pour permettre la réception de ce penseur à l’étranger, un numéro de la revue Studia Phænomenologica lui a été récemment consacré, contenant des textes de lui traduits en français, en anglais et en allemand, aussi bien que des textes sur sa personnalité écrits par ceux qui l’ont connu et qui peuvent témoigner de sa vie et de sa manière de philosopher. Il faut par ailleurs mentionner d’autres traductions parues dans la Revue Française de Phénoménologie « Alter ».

## Œuvres
- Alexandru Dragomir, Cahiers du temps, Vrin, 2010
- Alexandru Dragomir, Crase banalități metafizice, Humanitas, 2003
- Alexandru Dragomir, Cinci plecari din prezent, Humanitas, 2004
- Alexandru Dragomir, Caietele timpului, Humanitas, 2006
- Alexandru Dragomir, Du miroir in Alter, Nr. 13/2005
- Alexandru Dragomir, Banales étrangetés de l'homme in Alter, Nr. 13/2005
- Alexandru Dragomir, Du réveil au matin in Alter, Nr. 13/2005
- Paul Balogh & Cristian Ciocan (eds), The Ocean of Forgetting. Alexandru Dragomir: A Romanian Phenomenologist Studia Phaenomenologica IV (2004) 3-4
- Alexandru Dragomir, Banalités métaphysiques vrin.fr Vrin, 2008

## Liens
- Robert MAGGIORI, "Dragomir, l'œuvre au jour", Libération 11 septembre liberation.fr
- Isabela Vasiliu-Scraba, Propedeutică la eternitate. Alexandru Dragomir în singurătarea gândului, Slobozia, 2004
- Isabela Vasiliu-Scraba, Alexandru Dragomir nu este o „invenție” a lui Liiceanu, fiindcă oamenii mici nu-i pot inventa pe oamenii mari.
- Lansarea primei cărți despre Alexandru Dragomir, scrisă de Isabela Vasiliu-Scraba
- Isabela Vasiliu-Scraba, Figuri ale filozofiei românești: Al. Dragomir și Octavian Vuia